# 高橋 (林肯)
高橋（英語：High Bridge）是位於英国英格兰林肯的一座橋樑，也是英國現存橋樑中歷史最為古老的橋樑。高橋修建於約1160年時。橋上的木結構商店則修建於約1550年時。